# Coupe d'Espagne masculine de rink hockey 2019
Navigation
Coupe d'Espagne 2018 Coupe d'Espagne 2020
La Coupe d'Espagne de rink hockey 2019 est la 76e édition de la dite compétition de ce sport. L’organisateur de la compétition est la ville de Reus (Tarragone) où se sont déroulés tous les matchs. La compétition prit place au sein du pavillon olympique municipal du 21 au 24 février 2019. Il convient de noter que, pour la première fois de l'histoire, la coupe d'Espagne masculine et féminine sont disputées simultanément. 
La compétition est disputée entre les huit meilleures équipes de la OK Liga 2018-19 à la fin des matches aller. Les équipes participantes étaient le Deportivo Liceo, l’Igualada HC, le Reus Deportiu, le CE Lleida Llista Blava, le CP Voltregà, le CH Caldes, le CE Noia et le FC Barcelona. Les rencontres sont déterminées selon le tirage au sort qui s'est tenu le 7 février 2019.
Le vainqueur de cette édition est le FC Barcelone, qui en remportant son quatrième titre consécutif, obtient alors son 23e titre en coupe d'Espagne.

## Équipes participantes
- Club Esportiu Noia
- FC Barcelone
- Reus Deportiu
- HC Liceo
- Igualada HC
- CE Lleida
- CP Voltregà
- CH Caldes

## Tableau
|  | Quarts de finale   | Quarts de finale   | Quarts de finale | Quarts de finale |           |           | Demi-finales    | Demi-finales    | Demi-finales    | Demi-finales    |  |  | Finale          | Finale          | Finale          | Finale          |
|  |                    |                    |                  |                  |           |           |                 |                 |                 |                 |  |  |                 |                 |                 |                 |
|  | 21 février 2019    | 21 février 2019    | 21 février 2019  | 21 février 2019  |           |           | 23 février 2019 | 23 février 2019 | 23 février 2019 | 23 février 2019 |  |  | 24 février 2019 | 24 février 2019 | 24 février 2019 | 24 février 2019 |
|  | 21 février 2019    | 21 février 2019    | 21 février 2019  | 21 février 2019  |           |           | 23 février 2019 | 23 février 2019 | 23 février 2019 | 23 février 2019 |  |  | 24 février 2019 | 24 février 2019 | 24 février 2019 | 24 février 2019 |
|  | HC Liceo           | HC Liceo           | 5                | 5                |           |           | 23 février 2019 | 23 février 2019 | 23 février 2019 | 23 février 2019 |  |  | 24 février 2019 | 24 février 2019 | 24 février 2019 | 24 février 2019 |
|  | HC Liceo           | HC Liceo           | 5                | 5                |           |           | 23 février 2019 | 23 février 2019 | 23 février 2019 | 23 février 2019 |  |  | 24 février 2019 | 24 février 2019 | 24 février 2019 | 24 février 2019 |
|  | Igualada HC        | Igualada HC        | 1                | 1                |           |           | 23 février 2019 | 23 février 2019 | 23 février 2019 | 23 février 2019 |  |  | 24 février 2019 | 24 février 2019 | 24 février 2019 | 24 février 2019 |
|  | Igualada HC        | Igualada HC        | 1                | 1                | HC Liceo  | HC Liceo  | 3               | 3               |                 |                 |  |  | 24 février 2019 | 24 février 2019 | 24 février 2019 | 24 février 2019 |
|  | 21 février 2019    |                    |                  |                  | HC Liceo  | HC Liceo  | 3               | 3               |                 |                 |  |  | 24 février 2019 | 24 février 2019 | 24 février 2019 | 24 février 2019 |
|  |                    |                    | CE Lleida        | CE Lleida        | 1         | 1         |                 |                 |                 |                 |  |  | 24 février 2019 | 24 février 2019 | 24 février 2019 | 24 février 2019 |
|  | Reus Deportiu      | Reus Deportiu      | CE Lleida        | CE Lleida        | 1         | 1         | 1               | 1               |                 |                 |  |  | 24 février 2019 | 24 février 2019 | 24 février 2019 | 24 février 2019 |
|  | Reus Deportiu      | Reus Deportiu      | 23 février 2019  |                  |           |           | 1               | 1               |                 |                 |  |  | 24 février 2019 | 24 février 2019 | 24 février 2019 | 24 février 2019 |
|  | CE Lleida          | CE Lleida          | 2                | 2                |           |           |                 |                 |                 |                 |  |  | 24 février 2019 | 24 février 2019 | 24 février 2019 | 24 février 2019 |
|  | CE Lleida          | CE Lleida          | 2                | 2                | HC Liceo  | HC Liceo  | 1               | 1               |                 |                 |  |  |                 |                 |                 |                 |
|  | 21 février 2019    |                    |                  |                  | HC Liceo  | HC Liceo  | 1               | 1               |                 |                 |  |  |                 |                 |                 |                 |
|  |                    |                    | FC Barcelone     | FC Barcelone     | 4         | 4         |                 |                 |                 |                 |  |  |                 |                 |                 |                 |
|  | CH Caldes          | CH Caldes          | FC Barcelone     | FC Barcelone     | 4         | 4         | 3               | 3               |                 |                 |  |  |                 |                 |                 |                 |
|  | CH Caldes          | CH Caldes          |                  |                  |           |           |                 |                 |                 |                 |  |  |                 |                 |                 |                 |
|  | CP Voltregà        | CP Voltregà        | 1                | 1                |           |           |                 |                 |                 |                 |  |  |                 |                 |                 |                 |
|  | CP Voltregà        | CP Voltregà        | 1                | 1                | CH Caldes | CH Caldes | 1               | 1               |                 |                 |  |  |                 |                 |                 |                 |
|  | 21 février 2019    |                    |                  |                  | CH Caldes | CH Caldes | 1               | 1               |                 |                 |  |  |                 |                 |                 |                 |
|  |                    |                    | FC Barcelone     | FC Barcelone     | 2         | 2         |                 |                 |                 |                 |  |  |                 |                 |                 |                 |
|  | FC Barcelone       | FC Barcelone       | FC Barcelone     | FC Barcelone     | 2         | 2         | 4               | 4               |                 |                 |  |  |                 |                 |                 |                 |
|  | FC Barcelone       | FC Barcelone       |                  |                  |           |           |                 | 4               |                 |                 |  |  |                 |                 |                 |                 |
|  | Club Esportiu Noia | Club Esportiu Noia | 2                | 2                |           |           |                 |                 |                 |                 |  |  |                 |                 |                 |                 |
|  | Club Esportiu Noia | Club Esportiu Noia | 2                | 2                |           |           |                 |                 |                 |                 |  |  |                 |                 |                 |                 |
|  |                    |                    |                  |                  |           |           |                 |                 |                 |                 |  |  |                 |                 |                 |                 |

## Source de la traduction
- (es) Cet article est partiellement ou en totalité issu de l’article de Wikipédia en espagnol intitulé « Copa del Rey de Hockey Patines 2019 » (voir la liste des auteurs).